# Павлищевский сельский округ
Павлищевский сельский округ — упразднённая административно-территориальная единица, существовавшая на территории Можайского района Московской области в 1994—2006 годах.
Павлищевский сельсовет был образован 14 июня 1954 года в составе Можайского района Московской области путём объединения Вяземского и Тетеринского с/с.
22 июня 1954 года из Павлищевского с/с в Кукаринский были переданы селения Ильинская Слобода, Тетерино и Тихоново. Одновременно из Тесовского с/с в Павлищевский было передано селение Долгинино.
21 мая 1959 года к Павлищевскому с/с были присоединены селения Бурцево, Воронцово, Петрово, Пуршево, Сергово, Холдеево, Шеломово, Шишиморово и территория пионерского лагеря им. Бабушкина упразднённого Тесовского с/с.
20 августа 1960 года Павлищевский с/с был упразднён. При этом его территория была передана в Клементьевский с/с.
24 октября 1973 года Павлищевский с/с был восстановлен путём выделения из Клементьевского с/с. В его состав вошли селения Бели, Бурцево, Воронцово, Вяземское, Гавшино, Долгинино, Збышки, Макарово, Неровново, Новосёлки, Павлищево, Перещапово, Петрово, Прудня, Пуршево, Ратчино, Сергово, Топорово, Ханево, Холдеево, Шеломово и Шишиморово.
3 февраля 1994 года Павлищевский с/с был преобразован в Павлищевский сельский округ.
В ходе муниципальной реформы 2004—2005 годов Павлищевский сельский округ прекратил своё существование как муниципальная единица. При этом все его населённые пункты были переданы в сельское поселение Клементьевское.
29 ноября 2006 года Павлищевский сельский округ исключён из учётных данных административно-территориальных и территориальных единиц Московской области.